# 代米爾-卡普山
44°35′06″N 34°12′26″E / 44.58500°N 34.20722°E

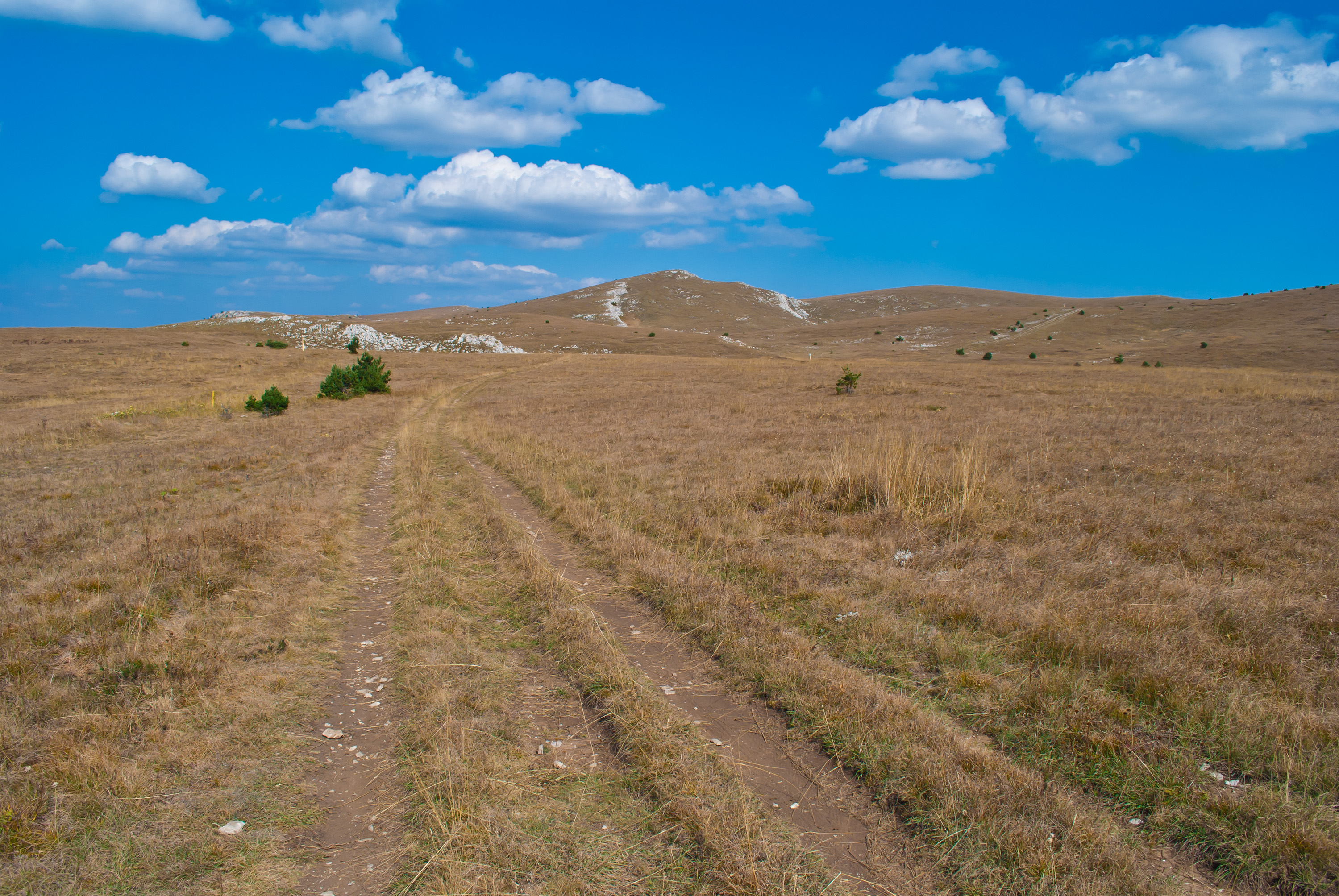

代米爾-卡普山（烏克蘭語：Демір-Капу）是烏克蘭的山峰，位於克里米亞共和國，屬於克里米亞山脈的一部分，該山峰海拔高度1,540米，是克里米亞的第二高峰。